# I mitt hjärta det sjunger
I mitt hjärta det sjunger (engelska: Words and Music) är en amerikansk musikalfilm från 1948 i regi av Norman Taurog. Filmen är löst baserad på det kreativa samarbetet mellan kompositören Richard Rodgers och sångtextförfattaren Lorenz Hart. I huvudrollerna ses Mickey Rooney och Tom Drake, bland övriga roller märks Janet Leigh, Betty Garrett och Ann Sothern. Detta var den andra filmen i en serie biografiska filmer om Broadway-kompositörer av MGM som inleddes av Efter regn kommer solsken (Jerome Kern, 1946) och följdes av Tre små ord (Kalmar och Ruby, 1950) och Av hela mitt hjärta (Sigmund Romberg, 1954).

## Rollista i urval
- Tom Drake - Richard Rodgers
- Mickey Rooney - Lorenz Hart
- Janet Leigh - Dorothy Feiner Rodgers
- Marshall Thompson - Herbert Fields
- Betty Garrett - Peggy Lorgan McNeil
- Jeanette Nolan - Mrs. Hart
- Ann Sothern - Joyce Harmon
- Perry Como - Eddie Lorrison Anders / sig själv
- Cyd Charisse - Margo Grant
- Richard Quine - Ben Feiner, Jr.
- Emory Parnell - Mr. Feiner

Gästframträdanden:
- June Allyson framför "Thou Swell"
- Judy Garland framför "Johnny One Note" och "I Wish I Were in Love Again"
- Lena Horne framför "The Lady Is a Tramp" och "Where or When"
- Gene Kelly och Vera-Ellen dansar "Slaughter on Tenth Avenue"
- Mel Tormé framför "Blue Moon"